# Nokia N93i

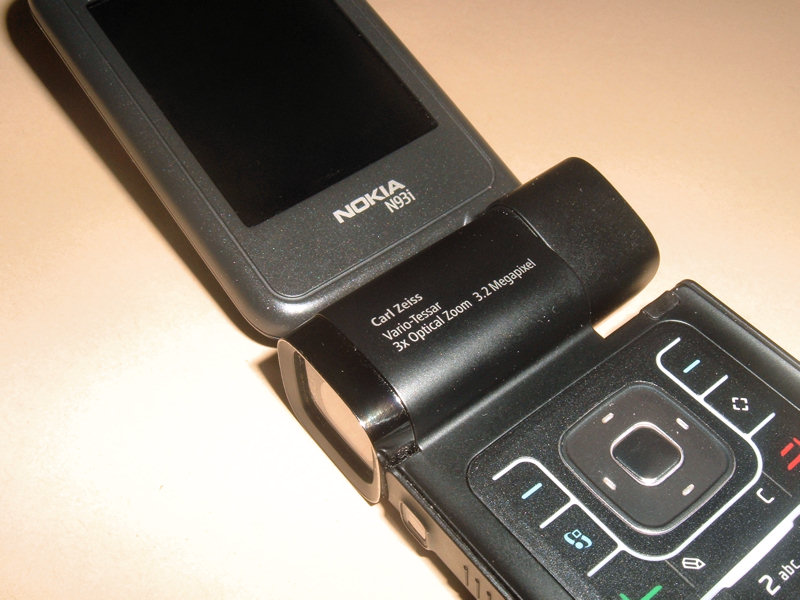
L'appareil photo

Le Nokia N93i est un smartphone de Nokia. Il fait partie de la ligne Nseries. Il fut redessiné par rapport au Nokia N93. Le Nokia N93i tourne sur Symbian v9.1 et avec l'interface de la Série 60 3e édition. Il a la particularité d'avoir l'appareil photo sur la tranche du téléphone et non derrière, et de posséder un écran supplémentaire sur le capot. Il fut annoncé le 8 janvier 2007 et vendu le même mois. Il est compatible N-Gage 2.0
Il est apparu dans de nombreux films[réf. nécessaire].
Nokia annonce un prix de 899 euros au CES de Las Vegas de 2007.

## Caractéristiques
- Système d'exploitation :Symbian OS 9.1
- Processeur:Dual Core Arm-11 332 MHz
- Réseau :GPRS, HSCSD, EDGE, 3G
- Écrans: 
  - Principal : TFT, 16.7 millions de couleurs, 240×320 pixels, (Format audio : H.253, H.244 Format vidéo : H.263, H.264/AVC, MPEG-4), 30 images par seconde.
  - Secondaire : TFT, 65,536 couleurs, 128×36 pixels
- Écrans rotatif sur 360° et sur plus de 180°
- Batterie de 950 mAh
- Mémoire : 50 Mo
- Appareil photo numérique de 3,2 Mpx (2048 × 1536), zoom optique 3×, zoom numérique ×20, flash DEL, enregistrement de vidéo en VGA
- Accéléromètre
- Bluetooth
- Wi-Fi
- Infrarouge
- Vibreur
- DAS : 0,84 W/kg.